# Westelijk Vlaanderen
Westelijk Vlaanderen is een geografische omschrijving van een gedeelte van het vroegere graafschap Vlaanderen. Het is in zekere mate synoniem met de in vroegere eeuwen gebruikte benamingen Westland en Westvlaenderen. Het werd ook, onder meer door Karel De Flou, in een bredere betekenis gebruikt.

## Omschrijving
De huidige omschrijving van wat, sinds de Franse tijd, wordt erkend als de voortzetting van wat vroeger het graafschap Vlaanderen was, zijn de provincies Oost- en West-Vlaanderen. Dit is nochtans een recente geografische omschrijving van het graafschap, die wat betreft zijn oppervlakte in de loop van de eeuwen evolueerde en inkromp.
Wat door Karel De Flou als 'Westelijk Vlaanderen' werd beschouwd en bestudeerd, omvatte, naast nog enkele kleine gebieden, voornamelijk:
- De volledige huidige Belgische provincie West-Vlaanderen, met inbegrip van het gedeelte dat door de herindeling van de provincies naar taalgebruik, in 1963 werd overgeheveld naar de provincie Henegouwen.
- Het gedeelte van het Nederlandse Zeeland dat afgebakend wordt door de Westerschelde (ten Noorden), de Braakman (ten Oosten), de provincie Oost-Vlaanderen (ten zuiden) en het Nederlandse en het Belgische Zwin (ten westen).
- De noordwestelijke uithoek van de Belgische provincie Oost-Vlaanderen die, tot aan de Franse tijd, tot het Brugse Vrije behoorde, met name de streek van Eeklo, Maldegem, Knesselare en Ursel.
- Het gedeelte van het Westkwartier van Vlaanderen dat sinds 1713 tot Frankrijk behoort, hetzij de kasselrijen Sint-Winoksbergen, Kassel en Broekburg, alsook het Belle-Ambacht.[1]

Over deze gebiedsomschrijving schreef De Flou zijn levenswerk, dat niet alleen fundamenteel is voor de toponymie en naamkunde, maar ook belangrijke bijdragen leverde voor de taalkunde, volkskunde en familiekunde, alsook voor de geschiedenis en aardrijkskunde.

## Geschiedenis
De eerste vermelding van een 'Westelijk Vlaanderen' ('occidentali Flandria') komt in 1308 voor in de Annales Gandenses van de hand van een Gentse minderbroeder. Hij onderscheidde dit territorium van de territoria van Gent, Brugge en Ieper. Het Westelijk Vlaanderen bestond dus in feite uit de drie hierboven genoemde kasselrijen (Winoksbergen, Kassel en Broekburg), die niet tot de drie steden behoorden. Westland, Westvlaenderlant of Westvlaenderen werd gebruikt als gebiedsaanwijzing in de stadsrekeningen van Gent (1316) en Ieper (1327), alsook in de beraadslagingen van de Staten van Vlaanderen (1389-1400).
In 1543 werd de inhoud van de naam verruimd. Keizer Karel V richtte naast een Algemene ontvangerij voor Oost-Vlaanderen met zeer uitgebreide gebiedsomschrijving, een Algemene ontvangerij voor Westvlaanderen op, dat de kasselrijen Ieper, Belle, Kassel, Waasten, Sint-Winoksbergen, Broekburg en Veurne omvatte, met Ieper als hoofdzetel. Dit was het 'West-Vlaanderen', 'Westelijk Vlaenderen' of 'Westkwartier' van toen.
Bij de Vrede van Utrecht (1713) werd dit grensland gehalveerd: Broekburg, Kassel, Belle en Sint-Winoksbergen werden blijvend gehecht bij het Franse koninkrijk. Het nieuwe min of meer zelfstandige gewest West-Vlaanderen omvatte nu de kasselrijen en steden Ieper en Veurne, de acht parochies van Veurne-Ambacht, de kasselrij en stad Waasten, de stad en roede van Menen en de steden Poperinge, Diksmuide, Lo en Wervik. Dit gebied werd een eenheid maar werd niet opgenomen als vierde lid in de Staten van Vlaanderen. Het werd geleid door de afzonderlijk opererende Vergaederinge van Westvlaender en behoorde rechtstreeks tot het keizerlijke Habsburgse domein.
Na allerhande peripetieën tijdens de Brabantse Omwenteling, de eerste Franse overheersing en de laatste twee Oostenrijkse besturen, bleef het gebied na de terugkeer van de Fransen in 1794 een afzonderlijk arrondissement West-Vlaenderen, als voortzetting van het Oostenrijkse Westkwartier. In 1795 werd echter het Leiedepartement opgericht, waar het oude Westelijk Vlaanderen deel ging van uitmaken. In 1814 werd dit de Nederlandse provincie West-Vlaanderen. Onder die naam is de gebiedsomschrijving in grote mate ongewijzigd gebleven. 
Het is duidelijk dat wat Karel De Flou bedoelde, heel wat ruimer was als gebied dan hetgeen onder het ancien régime als Westkwartier bekendstond en ook heel wat ruimer dan de huidige provincie West-Vlaanderen. Het Westelijk Vlaanderen dat het voorwerp van zijn levenslange onderzoek uitmaakte, behelsde het geheel van de gebiedsomschrijvingen waar het West-Vlaams, met zijn varianten, de voertaal was.

## Voetnota
1. ↑   Woordenboek der Toponymie, Deel I, Voorbericht, blz V-VI.